# Алиев, Джамал Алиевич
Джамал Алиевич Алиев (2 апреля 1983, Махачкала, Дагестанская АССР, РСФСР, СССР) — российский борец вольного стиля, призёр чемпионата России, мастер спорта.

## Биография
В 2005 году стал серебряным призёром чемпионата России, уступив в финале Арсену Гитинову в двух периодах 1:3, 1:4. В феврале 2006 года месте в составе сборной России отправился на Кубок мира в Иран, где в команде занял 4 место. После окончания спортивной карьеры вместе со своим братом Шамилём работает тренером-преподавателем в спортивной школе имени Гамида Гамидова в Махачкале.

## Достижения
- Чемпионат России по вольной борьбе 2005 — ;
- Кубок мира по борьбе 2006 (команда) — 4;